# Kvinnan i fönstret (roman)
Kvinnan i fönstret (engelska: The Woman in the Window) är en amerikansk deckare från 2018, skriven av författaren A.J. Finn. Handlingen kretsar kring barnpsykologen Anna Fox som lider av depression och agorafobi. När en familj flyttar in i hennes kvarter blir Anna vittne till något hemskt som hon egentligen inte borde ha sett. Boken har legat på första plats på The New York Times bestsellerlista.